# Margarita Fredkulla
Margarita Fredkulla (fallecida en Dinamarca en 1130) fue hija del rey Inge I de Suecia. Fue reina consorte de Noruega, esposa de Magnus III, y posteriormente reina de Dinamarca, consorte de Nicolás I.
El sobrenombre Fredkulla (doncella de la paz) le viene porque fue dada en matrimonio en 1101 al rey Magnus III de Noruega como parte de una negociación de paz para poner fin a los conflictos territoriales entre los reinos nórdicos. Snorri Sturluson habla del traslado de la princesa a la corte noruega.
Su esposo falleció en una campaña militar en Irlanda en 1103, y Margarita quedó viuda y al parecer sin hijos. En 1105 casó con el rey Nicolás de Dinamarca y ella misma se convirtió en reina consorte de ese país. Falleció en 1130, y el rey volvió a casarse.
Con Nicolás de Dinamarca tuvo dos hijos varones:
1. Magnus (1107-1134). Príncipe heredero de Dinamarca y pretendiente al trono de Suecia.
2. Inge